# Miguel Illescas
Miguel Illescas Córdoba (né le 3 décembre 1965 à Barcelone en Espagne) est un grand maître espagnol du jeu d'échecs qui fut huit fois champion d'Espagne d'échecs.

## Biographie et carrière
Joueur prodige, il devient champion junior de Catalogne à l'âge de 12 ans. Devenu informaticien, les échecs sont restés sa passion principale et il a obtenu le titre de maître international en 1986, suivi par le titre de grand maître international en 1988. Illescas est rapidement devenu le plus fort maître d'Espagne, obtenant son meilleur classement Elo de 2620 en 1993, faisant de lui le 26e joueur mondial. Son match de 1993 avec Ljubomir Ljubojević finit sur le score de 4-4, toutes les parties étant nulles.
À cette époque, il fonde sa propre école des échecs, la Escuela de Ajedrez de Miguel Illescas (EDAMI). L'école repose sur une structure flexible et permet aux étudiants d'apprendre les échecs dans des écoles des environs de Barcelone, ou sur Internet, ou en cours privé. L'EDAMI est aussi un fournisseur, gère une boutique, publie un magazine et organise des tournois et des simultanées.
Illescas remporte :
- la première place ex æquo à Las Palmas en 1987 et 1988 ;
- la première place à Oviedo en 1991 ;
- la première place ex æquo au tournoi d'échecs de Pampelune en 1991-1992 (avec Leonid Youdassine) ;
- la deuxième place ex æquo à León en 1992 (après Boris Gulko) ;
- 3e à Chalcidique en 1992 (après Vladimir Kramnik et Joël Lautier) ;
- 1er au tournoi zonal de Lisbonne 1993 ;
- 2e au tournoi de Wijk aan Zee 1993 (après Anatoli Karpov).

Il continue à remporter des victoires à la fin des années 1990, il est :
- 1er à Linares (Mexique) en 1994, au tournoi zonal de Linares (Espagne) en 1995 ;
- 1er ex æquo à Madrid en 1996 (avec Veselin Topalov) ;
- 1er ex æquo à Pampelune en 1997-1998 (avec Ulf Andersson).

Plus récemment, il a fini 1er ex æquo à Pampelune en 2003, partageant la première place avec Luke McShane et Emil Sutovsky.
Il a remporté le titre de champion d'Espagne à huit reprises : en 1995, 1998, 1999, 2001, 2004, 2005, 2007 et 2010. 
En compétition par équipes, il a représenté son pays à de nombreuses olympiades d'échecs depuis 1986 et a remporté la médaille d'or individuelle à Turin en 2006.
En 1997, il a intégré l'équipe d'IBM qui a préparé le superordinateur Deep Blue en vue du match contre Garry Kasparov. Il a travaillé avec Joel Benjamin, Nick de Firmian et John Fedorowicz et finalement contribué à la victoire de la machine contre le champion du monde. Ce match a aussi contribué à la réputation d'Illescas comme analyste et comme psychologue du jeu.
Il fut ensuite logiquement choisi par Kramnik comme secondant pour son Championnat du monde d'échecs contre Kasparov en 2000. Kramnik remporta le match et renouvela le partenariat avec Illescas en 2004 pour son match contre Péter Lékó et son match de réunification contre Veselin Topalov en 2006.
Son intérêt s'est aussi porté sur les échecs aléatoires Fischer et a même défié l'ancien champion du monde Bobby Fischer pour un match.
Avec l'arrivée du grand maître Alexeï Chirov en 1994 et l'émergence de Francisco Vallejo Pons, Illescas n'est plus le premier joueur d'Espagne mais demeure un compétiteur de premier niveau. Il n'a plus disputé de partie officielle depuis 2014 et est considéré comme inactif depuis 2015.